# 第四次德拉省戰役
第四次德拉省戰役，又名2015年1月德拉省攻勢，是敘利亞反對派為了奪取政府軍於德拉省艾夏赫瑪斯金（Al-Shaykh Maskin）的營地，所發動的軍事攻擊。反對派意圖藉此確保德拉省至大馬士革高速公路的控制權，以及自身在德拉省的各個據點。

## 反對派攻勢
2015年1月24日，反對派發表了在德拉省進行的三項戰鬥：
- "勝利僅來自阿拉"[22]
- "踢破門而入"[24]
- "充滿聯合"[24]

當天，十名反對派民兵（包含一名戰場指揮官）戰死。隔天，反對派突破了政府軍第82旅的防線，攻下其基地。根據媒體報導，反對派同時佔領城鎮西北方的雷達基地。至少有40人在戰鬥中陣亡。艾瑪斯達新聞（Al-Masdar News）則表示，14名政府軍於棄守第82旅基地前已戰死。反對派宣稱在政府軍撤退後，他們隨時可拿下艾夏赫瑪斯金。阿拉伯衛星電視台則說第82旅基地易手後，反對派奪得了附近大部分城鎮。
1月29日。反對派推進到艾蘇海里耶（Al-Suhayliyyeh）和第里（Dilli）附近，並攻下艾夏赫瑪斯金北邊的農田。然而，根據艾瑪斯達新聞的報導指出，政府軍已奪回法隆儲存設施和第里的營地，且在瑪利哈艾阿塔什（Maliha al-Atash）擊退反對派的攻擊。兩天過後，政府軍針對第82旅基地發動反擊，宣稱已收復製氧工廠和尼卡塔艾瑪薩拉特（Niqta Al-Masarat）並向基地北方入口推進。然而，政府軍被迫從基地北方撤退重整。另一方面，反對派也向第里村中心推進。1月31日，半島電視台從空拍確認雷達基地已被反對派攻佔。